# Licini d'Angers
Sant Licini d'Angers (Licinius) conegut també a França com a Lésin, fou un bisbe franc, considerat sant, nascut vers 540 en una família noble cristiana de França, educat a la cort del seu cosí Clotari I.
El rei Clotari II el va designar comte d'Anjou i fou pressionat per la família i la cort per casar-se però va decidir abraçar la vida religiosa i fou ordenat vers 580. A la mort del bisbe Alduí (Audouin) d'Angers, la població es va recordar de Licini que havia tingut un bon govern, i finalment fou consagrat el 592 i va tenir un episcopat notable i generós seguint l'exemple de Jesucrist. Als darrers any de la seva vida va estar malalt fins a morir el 13 de febrer del 609.